# 朱拉蓬公主
朱拉蓬公主殿下（1957年7月4日—），泰国公主，前泰国国王普密蓬·阿杜德和詩麗吉王后幼女。

## 生平
朱拉蓬公主在1957年生於曼谷律，1979年毕业于泰国农业大学化学系，1985年在玛希敦大学获得化学博士学位，後在玛希顿大学执教。朱拉蓬1982年与泰国空军军官Virayudh Didyasarin结婚，婚后获得已故父親，時任泰王蒲美蓬·阿杜德（拉瑪九世）特别批准，保留了王室公主身份。朱拉蓬婚后育有两女，但最终以离婚结束。

## 图库

皇家标志
皇家旗帜
王旗